# Contradictions Collapse
Contradictions Collapse är debutalbumet till det svenska progressiva extrem metal-bandet Meshuggah. Albumet släpptes som kassett, vinyl-LP och CD i maj 1991 av det tyska skivbolaget Nuclear Blast. Albumet lutar mer mot thrash metal och alternativ metal än bandets senare verk.

## Låtlista
1. "Paralyzing Ignorance" – 4:28
2. "Erroneous Manipulation" – 6:21
3. "Abnegating Cecity" – 6:31
4. "Internal Evidence" – 7:27
5. "Qualms of Reality" – 7:10
6. "We'll Never See the Day" – 6:03
7. "Greed" – 7:06
8. "Choirs of Devastation" – 4:00
9. "Cadaverous Mastication" (endast på CD-versionen) – 7:32

Bonusspår på digipak-utgåvan (1998)
1. "Humiliative" – 5:17
2. "Sickening" – 5:46
3. "Ritual" – 6:17
4. "Gods of Rapture" – 5:10

Text & musik: Jens Kidman/Fredrik Thordendal (spår 1, 2, 4, 7–9), Jens Kidman/Fredrik Thordendal/Tomas Haake (spår 3, 5, 10), Jens Kidman/Niclas Lundgren (spår 6), Tomas Haake/Fredrik Thordendal (spår 8, 11, 13)

## Medverkande
Musiker (Meshuggah-medlemmar)
- Jens Kidman – gitarr, sång
- Fredrik Thordendal – gitarr, sång
- Tomas Haake – trummor, sång
- Peter Nordin – basgitarr

Produktion
- P.H. Rics (Pelle Henricsson) – producent